# Рафаелле Соуза
Рафаелле Леоне Карвальо де Соуза або просто Рафаелле Соуза (порт.-браз. Rafaelle Leone Carvalho Souza / Rafaelle Souza; нар. 18 червня 1991, Сіпо, Баїя, Бразилія) — бразильська футболістка, захисниця та півзахисниця клубу «Орландо Прайд» та національної збірної Бразилії.

## Клубна кар'єра
Наролася в невеликому містечку у Сіпо у внутрішній частині штату Баїя, за 230 км від Салвадору. По завершенні навчання в Університеті Міссісіпі отримала диплом іненера-будівельника. Під час навчання виступала за університетську команду «Оле Місс Ребелс».
У січні 2014 року Рафаель була обрана у другому раунді NWSL College Draft 2014 новачком чемпіонату «Г'юстон Даш». У команді провела один сезон, по завершенні якого команда з Г'юстона вирішила відмовитися від послуг бразилійки. Наступного тижня перейшла у «Канзас Сіті». У березні 2015 року прес-служба «Канзас Сіті» повідомила, що Рафаелле не буде грати у сезоні Національної жіночої футбольної лізі 2015 року, оскільки вона тренувалася зі збірною Бразилією.
Напередодні старту китайської Суперліги 2016, разом зі співвітчизницями Ракель та Дарлене, підписала контракт з «Чанчун Жуоє». Умови договору не оприлюднюються, але в інтерв'ю Globo Esporte Рафаела сказала, що зарплата була значно вищлою, ніж вона могла б заробити в Бразилії. У 2017 році гравчиня національної збірної Бразилії Крістіане приєдналася до команди.

## Кар'єра в збірній
Рафаелле грала за юнацьку збірні Бразилії на дівочому чемпіонаті світу (WU-17) 2008 року в Новій Зеландії та на молодіжному чемпіонаті світу 2010 року в Німеччині.
У футболці національній збірній Бразилії дебютувала у грудні 2011 року, вийшовши на заміну у переможному (4:0) поєдинку на Міжнародному жіночому футбольному турнірі міста Сан-Паулу 2011 року проти Чилі. Вперше у стартовому складі національної команди вийшла у березні 2012 року проти Канади. 
У лютому 2015 року Рафаелле включили до 18-місячної програми проживання, призначеної для підготовки національної збірної Бразилії до Чемпіонату світу з футболу 2015 у Канаді та Олімпіади 2016 у Ріо.
У складі збірної Бразилії Рафаелле брала участь у чемпіонаті світу 2015 року. На турнірі утворила імпровізований тандем у центрі захисту з Монікою. У всіх трьох матчах Бразилія здобула сухі перемоги та вийшла з першого місця зі своєї групи. Але в 1/8 фіналу бразилійки поступилися збірній Австралії. Також стала чемпіонкою Панамериканських ігор 2015 року в канадському Торонто. Також була однією з провідних футболісток збірної Бразилії, яка на Олімпіаді 2016 року в Ріо-де-Жанейро посіла 4-те місце.

### Голи за збірну
| Голи за збірну |         |            |             |          |         |           |                           |
| №              | № Матчу | Дата       | Місто       | Суперник | Рахунок | Результат | Змагання                  |
| #1             | 11      | 22.07.2015 | Гамільтон   | Мексика  | 2:1     | 4:2       | Панамериканські ігри 2015 |
| #2             | 11      | 22.07.2015 | Гамільтон   | Мексика  | 4:2     | 4:2       | Панамериканські ігри 2015 |
| #3             | 38      | 10.06.2017 | Фуенлабрада | Іспанія  | 2:1     | 2:1       | Товариський матч          |
| #4             | 45      | 25.11.2017 | Овалле      | Чилі     | 2:0     | 4:0       | Товариський матч          |
| #5             | 48      | 07.04.2018 | Кокімбо     | Еквадор  | 6:0     | 8:0       | Кубок Америки 2018        |

## Стиль гри
Її головні чесноти — хороший відбір м’яча та ефективність у пресингу. Спочатку грала на позиції лівої захисниці, згодом грала вже атакувальну півзахисницю. Наразі виступає переважно в захисті, але здатна грати й вище.

## Досягнення
- Кубок Америки
  -  Володар (1): 2018